# Santa Teresa (Nicaragua)
Santa Teresa es un municipio del departamento de Carazo en la República de Nicaragua.

## Geografía
El término municipal limita al norte con los municipios de La Paz de Oriente y El Rosario, al sur con el Océano Pacífico, al este con los municipios de Nandaime, Belén y Tola, y al oeste con los municipios de La Conquista y Jinotepe. La cabecera municipal está ubicada a 53 kilómetros de la capital de Managua, conectada con ella por la Carretera Panamericana.
En el municipio nacen los cuatro ríos más importantes de los departamentos de Carazo y Rivas como son: el Río Grande de Carazo, Acayo, Escalante y Ochomogo, también un centenar de afluentes de estos.

## Historia
La existencia de Santa Teresa data de desde los siglos pasados pues ya para el año de 1860 figura como pueblo, por el artículo Segundo de la Ley legislativa del 23 de febrero de 1916, se le otorgó el título de "Villa". El 17 de noviembre de 1949, se le confirió por la Ley Legislativa el título de Ciudad. Según algunos historiadores sobre los orígenes de los primeros de esta ciudad vinieron inmigrando de la ciudad de Cartago, Costa Rica obligados por erupciones volcánicas del Irazú.

## Demografía
Santa Teresa tiene una población actual de 18,553 habitantes. De la población total, el 50% son hombres y el 50% son mujeres. Casi el 38.9% de la población vive en la zona urbana.

## Naturaleza y clima
El municipio tiene un clima de sabana tropical que se define como semi-húmedo, debido a que su temperatura varía entre los 26 y 27 °C. La precipitación pluvial media es de 1400 mm, caracterizándose por una buena distribución de las lluvias durante todo el año.

## Localidades
Existen un total de 4 barrios urbanos (Guadalupe, San Antonio, San José, El Calvario) 
53 comunidades rurales.
Y repartos de los cuales destaca el (Finlandia).

## Economía
El sector agrícola es la principal actividad, se cultiva arroz, maíz, frijoles, sorgo, caña de azúcar y en pequeños porcentajes hortalizas y tubérculos. El sector pecuario ocupa el segundo lugar orden con alrededor de 2878 cabezas de ganado para carne y leche.

## Fiestas Patronales

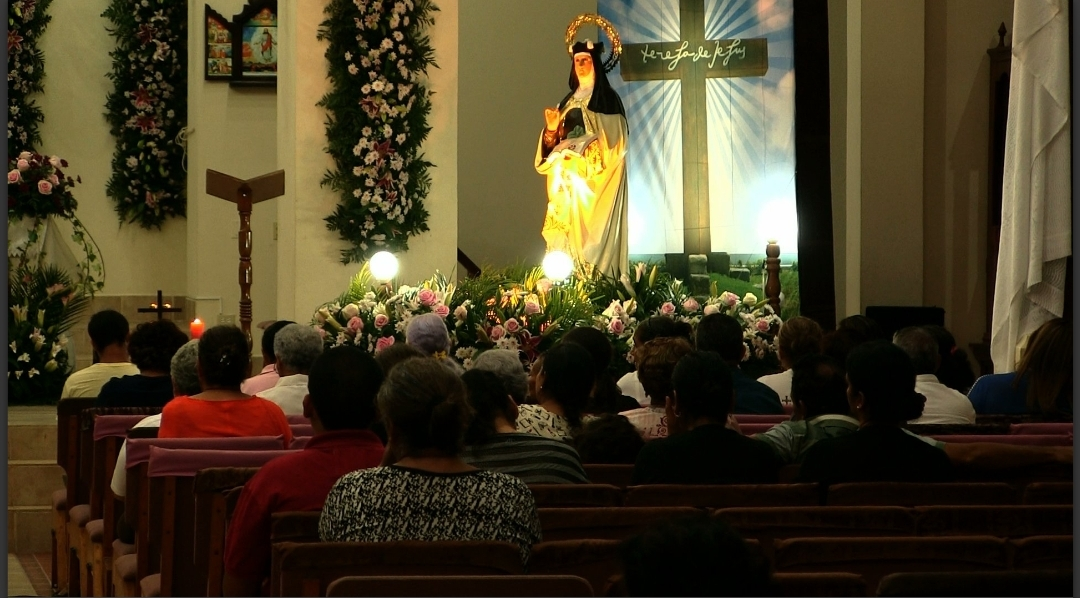
Rezo de la Novena a Santa Teresa

Se celebran dos Fiestas Patronales en honor a Santa Teresa de Jesús en la ciudad, cada una con características y significados distintos.
La primera festividad tiene lugar el último fin de semana de enero y conmemora el aniversario de la llegada de la imagen española de Santa Teresa de Jesús a la ciudad. Esta celebración es organizada por la Alcaldía Municipal y cuenta con el reconocimiento oficial de un día feriado en el municipio. Durante estas festividades, se realiza un desfile de carrozas con las candidatas a Reina de la Ciudad, culminando con la elección de la soberana.
Por otro lado, en el mes de octubre, se celebra la festividad litúrgica en honor a Santa Teresa de Jesús, cuya fecha principal es el 15 de octubre. Esta festividad, organizada por la Iglesia Católica, destaca por su profundo carácter religioso y cultural. La celebración incluye una solemne Santa Misa presidida por el Eminentísimo Señor Cardenal Leopoldo José Brenes Solórzano, Arzobispo de Managua, así como el tradicional repique de campanas en los templos. Además, se llevan a cabo diversas actividades populares, como juegos de pólvora, corridas de toros, jugadas de gallo y un espectáculo de juegos pirotécnicos. En el parque central se instalan juegos mecánicos, y el 4 de octubre tiene lugar el Carnaval de San Francisco. Asimismo, en este mes se conmemora el aniversario de fundación del Instituto Nacional Santa Teresa, con la elección de su reina, y se celebran eventos tradicionales como el Festival de la Tortuga y concursos de melcochas.